# Calliandra schottii
Calliandra schottii là một loài thực vật có hoa trong họ Đậu. Loài này được Torr. ex S. Watson miêu tả khoa học đầu tiên năm 1885.